# Новохатский, Иван Петрович
Иван Петрович Новохатский (25.10.1899, с. Межирич, Сумский уезд, Харьковская губерния, Российская империя — 08.08.1985, Алма-Ата) советский учёный, доктор геолого-минералогических наук (1959), профессор (1968).

## Биография
Окончил Дальневосточный политехнический институт (1922), Московскую горную академию (1925).
В 1930—1982 руководитель геологических организаций в Казахстане, научный сотрудник, зав. сектором геологии и металлогении черных металлов, зам. директора по науке, научный консультант сектора минералогии и геохимии Института геологических наук АН КазССР.
Организатор и первый зав. кафедрой кристаллографии, минералогии и петрографии Казахского горно-металлургического института (1934-1936).
В 1961-1963 в командировке на Кубе.
Ленинская премия 1958 года — за составление металлогенических карт Центрального Казахстана.
Награждён орденом «Знак Почёта» (1951).